# Plastisch getal
Het plastische getal is in de architectuur een speciale verhouding waarmee een hele reeks van met elkaar verbonden verhoudingen samenhangt. Deze verhoudingen vormen de grondslag van een verhoudingenleer, ontwikkeld door de priester en architect Dom Hans van der Laan (1904-1991). In navolging en als uitbreiding van het in een bepaald opzicht verwante gulden getal {\displaystyle \varphi }, wordt het plastische getal vaak aangeduid met de Griekse letter {\displaystyle \psi } (psi). Het getal {\displaystyle \psi } voldoet aan de wiskundige vergelijking:
{\displaystyle \psi ^{3}=1+\psi }
Als enige reële oplossing heeft het de waarde:
{\displaystyle \psi ={\sqrt[{3}]{{\tfrac {1}{2}}+{\tfrac {1}{6}}{\sqrt {\tfrac {23}{3}}}}}+{\sqrt[{3}]{{\tfrac {1}{2}}-{\tfrac {1}{6}}{\sqrt {\tfrac {23}{3}}}}}\approx 1{,}3247}
Het plastische getal is de limiet van de verhouding van twee opeenvolgende termen in de rij van Padovan en de rij van Perrin. Het staat tot deze reeksen in dezelfde relatie als de gulden snede tot de rij van Fibonacci en de zilveren verhouding tot de pellgetallen. Het plastische getal is tevens het kleinste pisotgetal.
Zoals de gulden snede uitgedrukt kan worden als kettingwortel met vierkantswortels, zo laat het plastische getal zich schrijven als kettingwortel met derdemachtswortels:
{\displaystyle \psi ={\sqrt[{3}]{1+{\sqrt[{3}]{1+{\sqrt[{3}]{1+\ldots }}}}}}}
De gulden snede is ook het uitgangspunt van de door Van der Laan ontwikkelde verhoudingsleer in de architectuur. De associatie met drie dimensies is uitgedrukt in de derde macht van {\displaystyle \psi } in de aan de gulden snede ontleende relatie. 

## Afleiding van de wiskundige vergelijking
De wiskundige vergelijking {\displaystyle \psi ^{3}=1+\psi } is door Dom Hans van der Laan afgeleid van het inzicht dat wij de werkelijkheid bevattelijk moeten maken voor ons verstand door haar enigszins te abstraheren en wetmatigheden te construeren. Zo kunnen wij niet alle maten die in de werkelijkheid voorkomen van elkaar onderscheiden, maar vinden wij maten die bij elkaar in de buurt liggen, groepsgewijs van hetzelfde type van grootte. Een maat kan met een zekere speling afwijken van het gemiddelde van zijn type en toch nog even groot gevonden worden als dat gemiddelde. Het gaat in de architectuur niet om zuiver abstracte groottes maar om enigszins geabstraheerde lengtes, breedtes en hoogtes van concrete ruimtelijke objecten. De groottes van gekantrechte driedimensionale objecten waarderen wij door de lijnstukken van hun afmetingen te vergelijken. Bij het waarderen van twee groottes betrekken wij de twee groottes zowel op elkaar als op de verschillengte. Een groep of verzameling van groottes kunnen wij het best op elkaar betrekken als ze met elkaar in een vaste meetkundige verhouding staan. De verschillen moeten niet te groot en niet te klein zijn om ons de reeks goed te kunnen voorstellen. Stel de verhouding tussen twee opeenvolgende groottetypes in zo'n reeks op {\displaystyle \psi }. Voor het meten wordt een bepaalde maat die eigen is aan de te meten objecten, aangewezen als lineaire eenheid en als ondeelbaar beschouwd. 
Om de kleinste waarde van {\displaystyle \psi } te vinden worden de twee kleinste blokken in beschouwing genomen waarvan het verschil juist meetbaar is aan de gekozen eenheid. Stel: lengte, breedte en hoogte van ieder blok verschillen juist zoveel van elkaar dat ze van opeenvolgende groottetypes zijn. De kleinste maat van het kleinste architectonische blok wordt genomen als de ondeelbare eenheid 1, de twee andere maten zijn dan van de groottetypes {\displaystyle \psi } en {\displaystyle \psi ^{2}}. We nemen nu aan dat het verschil tussen {\displaystyle \psi ^{2}} en 1 kleiner is dan 1 en dus nog onmeetbaar. Het eerste gelijkvormige blok dat zich in grootte zou kunnen onderscheiden van het kleinste blok heeft maten van juist een groottetype groter dan het kleinste blok: {\displaystyle \psi ,\psi ^{2}} en {\displaystyle \psi ^{3}}. Vervolgens moet het verschil tussen zijn grootste en kleinste maat juist meetbaar zijn geworden, dus gelijk zijn aan de ondeelbare maat 1. Hieruit volgt de vergelijking {\displaystyle \psi ^{3}-\psi =1}, met als uitkomst voor {\displaystyle \psi } het verhoudingsgetal 1,3247... 

## Matenstelsel
Het verhoudingsgetal {\displaystyle \psi \approx 1{,}3247} is de grondverhouding voor het matenstelsel van Dom Hans van der Laan, dat hij het plastische getal noemt. In de wandeling wordt de benaming 'plastisch getal' ook gebruikt voor alleen de grondverhouding. Om praktische en telkundige redenen wordt die gelijkgesteld aan 4/3 of 1,3333... Architectonische groottes kunnen aldus afgestemd worden op een meetkundige reeks met de rede 4/3 en de termen ongeveer gelijk aan 1, 4/3, 7/4, 7/3, 3, 4, 16/3, 7, ...
Bij ver uiteenliggende maten zouden de verschillen echter te groot worden om die maten nog direct, dus zonder hulpmiddelen, op elkaar te kunnen betrekken. Het gaat zoals hierboven al gesteld niet om exacte, wiskundige, maten, maar om types van grootte. Van der Laan stelt dat wij maten slechts direct op elkaar kunnen betrekken binnen één orde van grootte. Die wordt aan de onderkant begrensd door de kleinste en ondeelbare eenheidsmaat voor die orde en aan de bovenkant door dat groottetype waarvan de grootste representant juist met de eenheidsmaat verschilt van de gemiddelde representant. Dat verschil met de gemiddelde grootte van de term kunnen wij de speling noemen. In de bovengenoemde reeks is het laatste groottetype vertegenwoordigd door de 7e en 8e termen. Deze verschillen 5/3 met elkaar; ze verhouden zich als 3:4 en dus bedraagt de speling 3/7 x 5/3 = 15/21 = 5/7 boven de 7e term en 4/7 x 5/3 = 20/21 onder de 8e term. Deze laatste speling komt nagenoeg overeen met de eenheid 1. Met de 8e term is de maximaal toelaatbare speling dus nagenoeg bereikt: het verschil van de grootste representant met de gemiddelde grootte van dit groottetype is nagenoeg meetbaar geworden. Hieruit volgt dat de 1e orde van grootte bestaat uit de 1e 8 termen uit de reeks, waarmee 7 groottetypes en een grootteverloop van 1 tot 7 omvat worden. Indien de grootste term van deze orde genomen wordt als kleinste eenheid voor de volgende orde ontstaat een reeks die loopt van 7 t/m 49, dan een van 49 tot 343 enzovoort. 
De wanddikte van een gebouw wordt als concrete begineenheid in deze reeks genomen en de reeks wordt verder uitgebreid tot het gebouw zelf, en uiteindelijk het stadskwartier. De grootte van de hele architectonische ruimte kan in dit stelsel gerelateerd worden aan vier opeenvolgende ordes van grootte, voor respectievelijk de primaire cel, het huis, de wijk en de stad of stadskwartier. De achtvoudige rij verhoudingen van groottetypes, het "plastische getal", van 1, 4:3, 7:4, 7:3, 3, 4, 16:3 en 7 in vier opeenvolgende ordes van grootte is dus de basis voor het matenstelsel. Van der Laan verkreeg zo een verhoudingssysteem dat hij als juist ervoer en dat hij als basis gebruikte voor het architectonisch ontwerp. 
Deze leer werd veelvuldig gebruikt binnen de Bossche School.